# Lumaco
Lumaco è un comune del Cile della provincia di Malleco nella Regione dell'Araucanía. Al censimento del 2002 possedeva una popolazione di 11.405 abitanti.

## Società

### Evoluzione demografica
| Censimento del 1992 | Censimento del 2002 |
| 12.258 ab.          | 11.405 ab.          |